# Sozialraumbudget
Sozialraumbudget ist die Bezeichnung für ein behördliches Finanzierungssystem, mit dem Soziale Arbeit pauschal und raumbezogen und nicht mehr per Einzelfallabrechnung vergütet wird. Sozialraumbudgets stehen im engen Zusammenhang mit der Sozialraumorientierung professioneller Hilfen.